# Экономика майя
Экономика майя имела сложную организацию ввиду того, что в ней отсутствовали деньги, обмен товаров и услуг, производимых отдельными группами, осуществлялся напрямую. В сравнении с подробностью описания войн и вождей, майя оставили мало свидетельств о своей экономической системе и торговых связях.
Основу майяской экономики составляли сельское хозяйство, продукция ремёсел и торговля. К 500-м годам до н. э. на территории Центральной Америки сформировались относительно крупные поселения майя, которые контролировали ресурсы и обменивали их группам, этих ресурсов лишённых. В конечном итоге сформировалась система из нескольких групп, производивших излишек определённого продукта и выменивавшего на него продукты, имевшиеся в избытке у других групп, но не у неё самой.

## Структура экономики
Главной производственной силой экономики майя был средний класс: рабочие и ремесленники, производившие товары. Обработка земли, одомашнивание животных, развитие ремёсел обеспечили развитие разветвлённой торговой сети, контролировали которую представители элиты.
Свидетельства наличия у майя рынков по обмену товаров имеются, например, в руинах Чунчукмиля, где благодаря химическому анализу почвы обнаружено торговое место, существовавшее 1500 лет назад. Аналогичные находки сделаны и других городах майя, что подтверждает наличие разветвлённой торговой сети. Раковины с удалённых участков побережья, перья обитающих на большом расстоянии от места обнаружения птиц, минералы, не встречающиеся поблизости в естественном виде — все эти артефакты говорят от том, что майя вели активную торговлю, в которой участвовали все представленные на территории группы.

## Развитие торговли и специализация
Товарообмен являлся фактором экономического роста майяских городов. Практически повсеместно торговая система существовала в виде свободного рынка: государство напрямую вмешивалось в торговлю только в крупных городах, где местные правители контролировали торговлю. В этих городах почти во всех случаях существовал рынок, имевший торговые связи с аналогичными рынками в городах по всей Мезоамерике, включая Теотиуакан и поселения, принадлежавшие ольмекам. Товар имел разную ценность в различных городах, по-видимому, повышаясь по мере удалённости от источника. Товары делились на две группы: статусные предметы, используемые элитой, и предметы повседневного спроса. Класс торговцев постоянно увеличивался, и за счёт него росли как средний класс, так и элита. При этом рос средний класс не всегда увеличивался за счёт прямого притока в него торговцев, но зависел от их числа благодаря увеличению возможностей по сбыту товаров.

## Товары
Предложение товаров на рынке было весьма разнообразным. Часть из них, будучи постоянно доступными, выполняли роль денег: какао-бобы, морские раковины, кукуруза, перец чили, маниока, амарант, пальма, ваниль, авокадо, табак.
Среди наиболее ценных предметов, торговля которыми осуществлялась на больших расстояниях, были соль, обсидиан, жад, бирюза и перья кетцаля. Рынки в крупных майяских городах действовали как дистрибуторские центры, в которых торговцы приобретали оптовые партии товара, чтобы затем продавать в розницу в более мелких поселениях .